# Elastin
Elastin là một loại protein rất đàn hồi trong mô liên kết và cho phép nhiều mô trong cơ thể tiếp tục hình dạng của chúng sau khi kéo dài hoặc co lại. Elastin giúp da trở lại vị trí ban đầu khi bị chọc hoặc bị chèn ép. Elastin cũng là một mô chịu tải trọng quan trọng trong cơ thể của động vật có xương sống và được sử dụng ở những nơi năng lượng cơ học được yêu cầu để lưu trữ. Ở người, elastin được mã hóa bởi gen ELN.

## Chức năng
Gen ELN mã hóa một protein là một trong hai thành phần của sợi đàn hồi. Protein được mã hóa nhiều amino acid kỵ nước như glycin và proline, tạo thành các vùng kỵ nước di động bị ràng buộc bởi các liên kết chéo giữa dư lượng lysin. Nhiều biến thể phiên mã mã hóa các đồng phân khác nhau đã được tìm thấy cho gen này. Tiền chất hòa tan của Elastin là tropoelastin. Đặc tính rối loạn phù hợp với một cơ chế entropy-driven của đàn hồi giật. Nó được kết luận rằng rối loạn cấu tạo là một tính năng cấu thành của cấu trúc elastin và chức năng.

## Ý nghĩa lâm sàng
Xóa và đột biến trong gen này có liên quan với hẹp động mạch chủ supravalvular (SVAS) và tự phát bệnh nhão da. Các khuyết tật liên quan khác trong elastin bao gồm hội chứng Marfan, phổi tắc nghẽn mạn tính do thiếu α1-antitrypsin, xơ vữa động mạch, hội chứng Buschke-Ollendorff, bệnh Menkes, pseudoxanthoma elasticum và hội chứng Williams.

## Thành phần

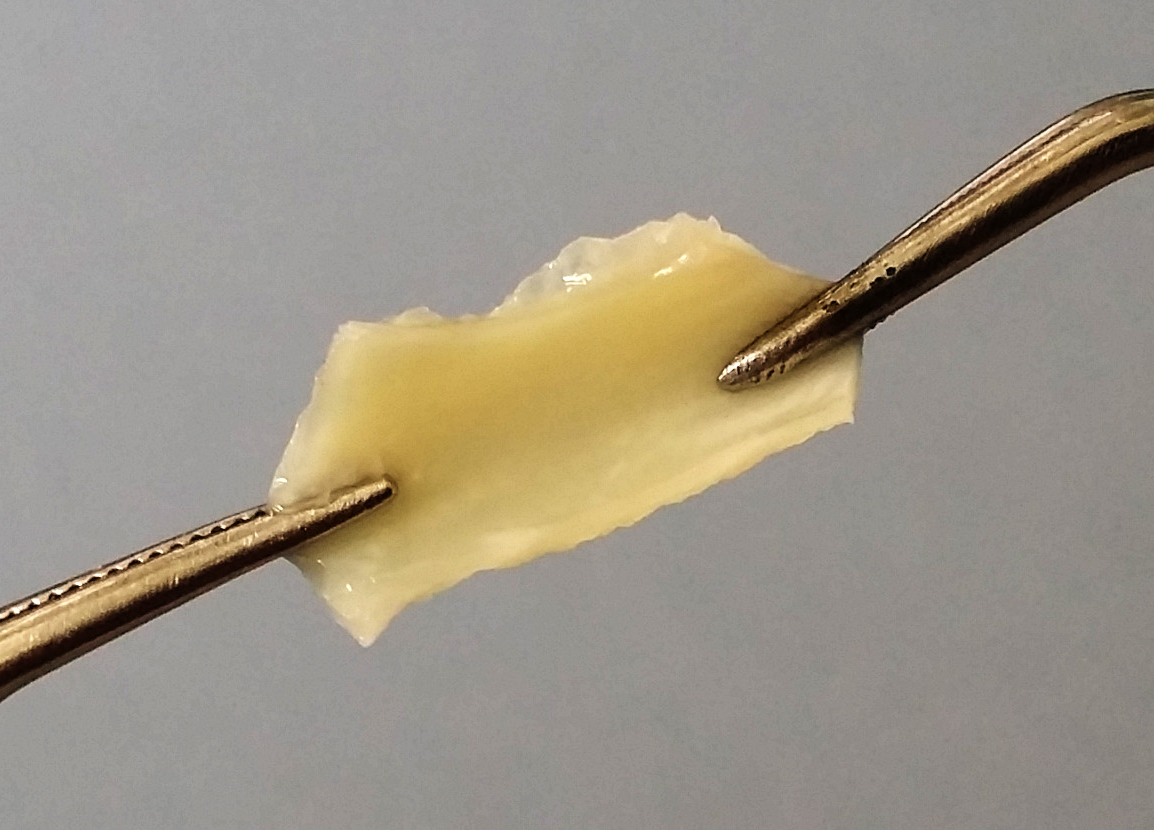
Kéo dài elastin phân lập từ động mạch chủ bò

Trong cơ thể, elastin thường được kết hợp với các protein khác trong các mô liên kết. Sợi đàn hồi trong cơ thể là hỗn hợp của elastin vô định hình và sợi fibrillin. Cả hai thành phần này chủ yếu được tạo ra từ các amino acid nhỏ hơn như glycin, valin, alanine và proline. Tổng elastin dao động từ 58 đến 75% trọng lượng của động mạch bị khử mỡ khô trong động mạch bình thường. So sánh giữa các mô tươi và tiêu hóa cho thấy, ở mức 35%, tối thiểu 48% tải động mạch được elastin vận chuyển, và tối thiểu 43% sự thay đổi độ cứng của mô động mạch là do sự thay đổi độ cứng elastin. 

### Phân phối mô
Elastin phục vụ một chức năng quan trọng trong động mạch như một phương tiện để truyền sóng áp lực để giúp lưu lượng máu và đặc biệt phong phú trong các mạch máu co giãn lớn như động mạch chủ. Elastin cũng rất quan trọng trong phổi, dây chằng đàn hồi, sụn đàn hồi, da và bàng quang. Nó có mặt trong tất cả các động vật có xương sống phía trên liên lớp Cá không hàm.

## Sinh tổng hợp

### Tiền chất Tropoelastin
Elastin được tạo ra bằng cách liên kết với nhau nhiều phân tử protein tropoelastin tiền thân hòa tan nhỏ (50-70 kDa), để tạo ra phức hợp bền và không bền lớn cuối cùng. Các phân tử tropoelastin không liên kết thường không có sẵn trong tế bào, vì chúng trở thành liên kết chéo thành các sợi elastin ngay sau khi tổng hợp của chúng bằng tế bào và trong quá trình xuất chúng thành cấu trúc nền của da.
Mỗi tropoelastin bao gồm một chuỗi gồm 36 tên miền nhỏ, mỗi tên có trọng lượng khoảng 2 kDa trong một cấu trúc cuộn dây ngẫu nhiên. Protein bao gồm các nhóm kỵ nước và ưu nước xen kẽ, được mã hóa bởi các exon riêng biệt, do đó cấu trúc miền của tropoelastin phản ánh tổ chức exon của gen. Các nhóm ưa nước chứa các mô hình Lys-Ala (KA) và Lys-Pro (KP) liên quan đến việc liên kết chéo trong quá trình hình thành elastin trưởng thành. Trong các miền KA, dư lượng lysin xảy ra dưới dạng các cặp hoặc ba được phân tách bằng hai hoặc ba dư lượng alanine (ví dụ AAAKAAKAA) trong khi ở các miền KP, dư lượng lysin được phân tách chủ yếu bằng dư lượng proline (ví dụ: KPLKP).

### Tổng hợp
Tropoelastin tổng hợp ở nhiệt độ sinh lý do tương tác giữa các nhóm kỵ nước trong một quá trình gọi là coacervate. Quá trình này có thể đảo ngược và kiểm soát nhiệt động lực học và không đòi hỏi sự phân giải protein. Các coacervate được thực hiện không hòa tan bởi liên kết chéo không thể đảo ngược.

### Liên kết chéo
Để tạo ra các sợi elastin trưởng thành, các phân tử tropoelastin được liên kết chéo thông qua dư lượng lysin của chúng với desmosine và isodesmosine phân tử liên kết chéo. Enzyme thực hiện việc liên kết chéo là lysyl oxidase, sử dụng phản ứng tổng hợp pyridin trong cơ thể Chichibabin.

## Sinh học phân tử

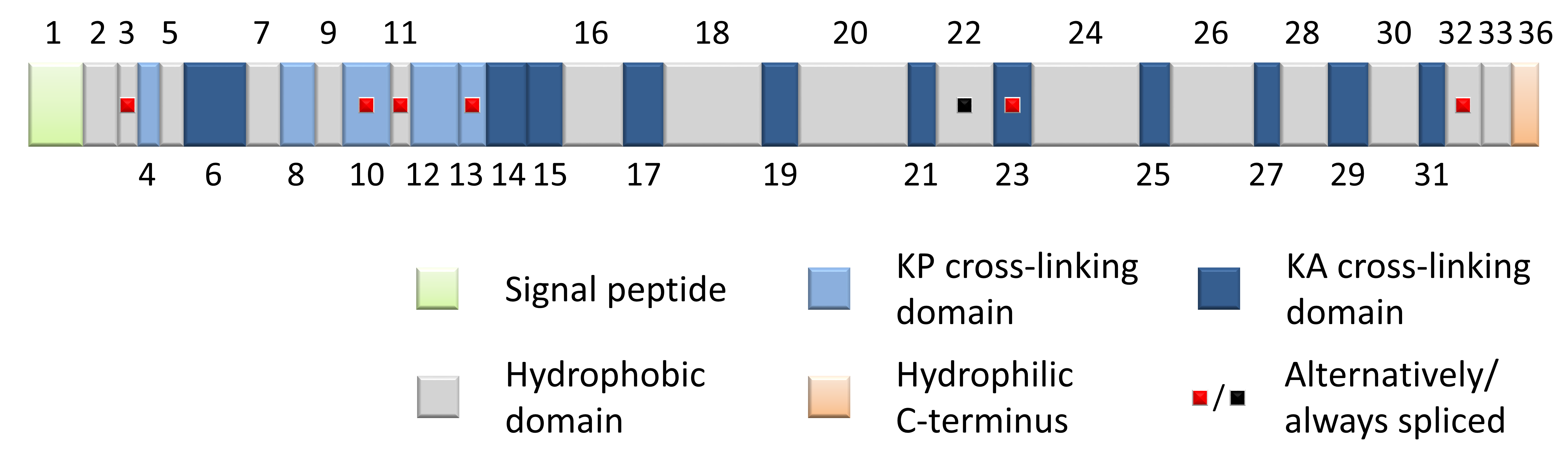
Cấu trúc tên miền của tropoelastin của con người

Ở động vật có vú, bộ gen chỉ chứa một gen cho tropoelastin, được gọi là ELN. Gen ELN của con người là một đoạn 45 kb trên nhiễm sắc thể 7, và có 34 exon bị gián đoạn bởi gần 700 intron, với exon đầu tiên là một peptide tín hiệu gán nội địa hóa ngoại bào của nó. Số lượng lớn các intron cho thấy sự tái tổ hợp di truyền có thể góp phần vào sự bất ổn của gen, dẫn đến các bệnh như SVAS. Sự biểu hiện của mRNA tropoelastin được điều chỉnh cao dưới ít nhất tám vị trí bắt đầu phiên mã khác nhau.
Các biến thể đặc trưng của mô elastin được tạo ra bằng cách ghép xen kẽ gen tropoelastin. Có ít nhất 11 đồng dạng tropoelastin được biết đến của con người. những đồng dạng này đang được xây dựng theo quy định, tuy nhiên có sự khác biệt tối thiểu giữa các mô ở cùng giai đoạn phát triển.

## Bên ngoài đường dẫn
- MeSH Elastin
- Ảnh mô học: 21402loa – Hệ thống học tập môn mô học tại trường Đại học Boston
- GeneReviews/NIH/NCBI/UW entry on Williams or Williams-Beuren Syndrome
- The Elastin Protein
- Microfibril

Bài viết này kết hợp văn bản từ Thư viện Y khoa Quốc gia Hoa Kỳ, nằm trong domain công cộng.